# Juan Carlos Quero Porras
Juan Carlos Quero Porras (Fuengirola, 12 d'agost de 1972) és un exfutbolista andalús que jugava com a davanter centre. Es va formar a les categories inferiors de l'antic CD Málaga. Va jugar sis partits en Primera Divisió amb el Reial Valladolid la temporada 94/95, tots ells entrant com a suplent.